# Bizon
Bizon (Bison) – podrodzaj. dużych ssaków z rodziny wołowatych (Bovidae) charakteryzujących się krótką, szeroką głową, krótką szyją i wysokim kłębem. Owłosienie przedniej części ciała jest dłuższe.
Rodzaj obejmuje gatunki żyjące współcześnie, określane jako grupa bisontina:
- bizon amerykański (Bison bison)
- żubr europejski (Bison bonasus)

oraz wymarłe:
- †Bison antiquus
- †Bison latifrons
- †Bison occidentalis
- †Bison priscus – żubr pierwotny

Za przodka gatunków zaliczanych do rodzaju Bison większość autorów uznaje azjatycki gatunek opisany jako Bison sivalensis Lydekker (ex Falconer, 1878). Rozprzestrzenione w plejstocenie na terenie Europy i Azji, przedostały się do Ameryki Północnej.
Żubr i bizon mogą się krzyżować ze sobą (żubrobizon) oraz z innymi gatunkami bydła właściwego (żubroń i beefalo lub cattalo). Krzyżówki żubra i bizona dają płodne potomstwo.